# Ramotswa
Ramotswa este un sat în Botswana.